# Jyothika
Jyothika Sadanah (née le 18 octobre 1977) généralement simplement connue comme Jyothika (en pendjabi : ਜਯੋਤਿਕਾ, en marathe et en hindi : ज्योतिका, en tamoul : ஜோதிகா), est une actrice indienne qui a surtout joué dans des films indiens en langue tamoule (Kollywood). Elle a également joué dans quelques films en Hindi (Bollywood), Kannada, Télougou et Malayalam.
Elle a fait ses débuts à Bollywood dans le film Hindi, Doli Saja Ke Rakhna (1998). Elle a joué dans son premier film tamoul Vaali (1999) et du Télougou, Tagore (2003).
Jyothika a obtenu des critiques élogieuses pour ses interprétations dans Kushi (2000), Snegithiye (2000), Kaakha Kaakha (2003), Perazhagan (2004), Chandramukhi (2005) et Mozhi (2007). Elle remporte trois Filmfare Awards South et trois Tamil Nadu State Film Awards. Elle a également remporté un prix Kalaimamani en 2005. De 1999 à 2007, elle est l'une des actrices du cinéma tamoul la plus populaire et ayant eu le plus grand succès en son temps. 
Elle a fait un retour dans le cinéma avec le film, 36 Vayadhinile (2015) où sa performance a reçu de bonnes critiques. Elle a reçu le Filmfare Critics Award de la meilleure actrice du sud. Jyothika est également classée parmi les meilleures actrices de l'Inde du Sud par The Times of India.

## Vie personnelle
Jyothika est née d'un père punjabi et d'une mère maharashtrienne. Son père est Chander Sadanah, un producteur de films et sa mère est Seema Sadanah. L'actrice Nagma est sa demi-sœur. Elle a aussi une autre sœur Roshini (née Radhika) également actrice et un frère Suraj, qui travaille en tant que directeur adjoint pour Priyadarshan.
Elle a terminé ses études à la Learner's Academy de Mumbai. Elle s'est ensuite spécialisée en psychologie au College Mithibai.  
Jyothika a épousé l'acteur Suriya le 11 septembre 2006, avec qui elle a joué dans sept films; Poovellam Kettuppar, Uyirile Kalanthathu, Kaakha Kaakha, Perazhagan, Maayavi, June R et Sillunu Oru Kaadhal. Le couple a deux enfants, une fille Diya (née le 10 août 2007) et un fils Dev (né le 7 juin 2010).

## Filmographie
| Année | Film                    | Rôle                                  | Langue    | Notes                                                                                              |
| ----- | ----------------------- | ------------------------------------- | --------- | -------------------------------------------------------------------------------------------------- |
| 1998  | Doli Saja Ke Rakhna     | Pallavi Sinha                         | Hindi     | |
| 1999  | Vaali                   | Meena (Sona)                          | Tamoul    | Prix Dinakaran de la meilleure nouvelle venue Prix Filmfare pour la meilleure début féminine - Sud |
| 1999  | Poovellam Kettuppar     | Janaki Kannan (Kalyani)               | Tamoul    | |
| 2000  | Mugavaree               | Viji                                  | Tamoul    | |
| 2000  | Kushi                   | Jennifer (Jenny / Selvi)              | Tamoul    | Prix Filmfare de la meilleure actrice - Tamoul                                                     |
| 2000  | Rhythm                  | Aruna Karthikeyan                     | Tamoul    | |
| 2000  | Uyirile Kalanthathu     | Priya Mahalakshmi                     | Tamoul    | |
| 2000  | Thenali                 | Janaki                                | Tamoul    | |
| 2000  | Snegithiye              | Vani "Vasu" Subramaniyam              | Tamoul    | |
| 2001  | Little John             | Vani                                  | Tamoul    | Film Trilingue, également en Hindi et en Anglais                                                   |
| 2001  | Dumm Dumm Dumm          | Ganga Veluthambi                      | Tamoul    | |
| 2001  | Star                    | Preethi                               | Tamoul    | |
| 2001  | Poovellam Un Vasam      | Chella                                | Tamoul    | |
| 2001  | 12B                     | S. Jothika / Jo                       | Tamoul    | |
| 2002  | Raja                    | Priya                                 | Tamoul    | |
| 2002  | One Two Three           | Narmadha                              | Tamoul    | |
| 2002  | Nagarahavu              | Keerthi, Prema                        | Kannada   | |
| 2003  | Dhool                   | Eshwari / Mundakkanneeswari           | Tamoul    | |
| 2003  | Priyamana Thozhi        | Nandhini Ashok                        | Tamoul    | |
| 2003  | Kaakha Kaakha           | Maaya Anbuchelvan                     | Tamoul    | International Tamil Film Awards Jury spécial de la meilleure actrice                               |
| 2003  | Thirumalai              | Swetha                                | Tamoul    | |
| 2003  | Tagore                  | Nandini (Nandu)                       | Télougou  | |
| 2003  | Three Roses             | Pooja                                 | Tamoul    | |
| 2004  | Arul                    | Kanmani Arulkumaran                   | Tamoul    | |
| 2004  | Perazhagan              | Priya / Shenbagam                     | Tamoul    | Double rôle Tamil Nadu State Film Award de la meilleure actrice                                    |
| 2004  | Manmadhan               | Mythili                               | Tamoul    | |
| 2004  | Mass                    | Anjali                                | Télougou  | |
| 2005  | Maayavi                 | Actress Jothika (Jo)                  | Tamoul    | |
| 2005  | Chandramukhi            | Ganga Senthilnathan / Chandramukhi    | Tamoul    | Prix de la meilleure actrice tamoule Tamil Nadu State Film Award de la meilleure actrice           |
| 2006  | Saravana                | Sadhana                               | Tamoul    | |
| 2006  | Shock                   | Madhuri                               | Télougou  | |
| 2006  | Vikramarkudu            | Mrs. Vikram Singh Rathod              | Télougou  | Rôle non crédité (en Portrait)                                                                     |
| 2006  | June R                  | June R.                               | Tamoul    | |
| 2006  | Vettaiyadu Villaiyadu   | Aaradhana                             | Tamoul    | |
| 2006  | Sillunu Oru Kaadhal     | Kunthavi Gautham / Jill               | Tamoul    | |
| 2007  | Mozhi                   | Archana                               | Tamoul    | Tamil Nadu State Film Award de la meilleure actrice                                                |
| 2007  | Pachaikili Muthucharam  | Smitha (Geetha / Kalyani)             | Tamoul    | |
| 2007  | Manikanda               | Mahalakshmi (Maha)                    | Tamoul    | |
| 2007  | Rakkilippattu           | Josephine                             | Malayalam | |
| 2009  | Seetha Kalyanam         | Nimisha                               | Malayalam | |
| 2015  | 36 Vayadhinile          | Vasanthi Thamizhselvan                | Tamoul    | Filmfare Critics Award de la meilleure actrice sud                                                 |
| 2017  | Magalir Mattum          | Prabhavathi                           | Tamoul    | |
| 2018  | Naachiyaar              | Naachiyaar IPS                        | Tamoul    | |
| 2018  | Chekka Chivantha Vaanam | Chithra                               | Tamoul    | |
| 2018  | Kaatrin Mozhi           | Vijayalakshmi (Viji) / RJ Madhu       | Tamoul    | |
| 2019  | Raatchasi               | Geetha Rani (Ammu)                    | Tamoul    | Prix Edison de la meilleure actrice                                                                |
| 2019  | Jackpot                 | Akshaya (Akshu)                       | Tamoul    | |
| 2019  | Thambi                  | Parvathy                              | Tamoul    | |
| 2020  | Pon Magal Vandhal       | Venba Pethuraj / Sakthijyothi / Angel | Tamoul    | |
| 2021  | Udanpirappe             | Maathangi                             | Tamoul    | 50ème Film                                                                                         |

## Courts métrages
| Année | Film                                      | Rôle      | Langue    | Notes |
| ----- | ----------------------------------------- | --------- | --------- | ----- |
| 2006  | Nimisham                                  | Nimisha   | Malayalam |       |
| 2008  | Herova? Zerova?                           | Elle-même | Tamoul    |       |
| 2017  | Manadhaal Inaivom, Maatrathai Varaverppom | Jo        | Tamoul    |       |

## Distinctions et récompenses

### Tamil Nadu State Film Awards
- 2004 – Tamil Nadu State Film Award de la meilleure actrice: Perazhagan
- 2005 – Tamil Nadu State Film Award de la meilleure actrice: Chandramukhi
- 2007 – Tamil Nadu State Film Award de la meilleure actrice: Mozhi

### International Tamil Film Awards
- 2003 - International Tamil Film Awards Jury spécial de la meilleure actrice: Kaaka Kaaka

### Film Fans Association Awards
- 2005 – Prix de la meilleure actrice tamoule – Chandramukhi

### Filmfare Awards South
- 1999 – Prix Filmfare pour la meilleure début féminine - Sud: Vaali
- 2000 – Prix Filmfare de la meilleure actrice - Tamoul: Kushi
- 2015 – Filmfare Critics Award de la meilleure actrice sud: 36 Vayadhinile

### Dinakaran Film Awards
- 1999 – Prix Dinakaran de la meilleure nouvelle venue: Vaali

### Behindwoods Gold Medal Awards
- 2016 – Actrice du choix du public Femme – 36 Vayathinile
- 2016 – Meilleur productrice - avec Suriya (2D Entertainment) – 36 Vayathinile
- 2019 – Meilleur actrice dans un rôle principal féminin - Raatchasi

### Edison Awards (India)
- 2020 – Prix Edison de la meilleure actrice - Raatchasi

## Autres Awards et honneurs
| 2005 | Prix Kalaimamani décerné par le gouvernement de l'État du Tamil Nadu                                          | Gagnante |
| 2017 | JFW Awards – Just For Women (JFW) Awards 2017 Actrice la plus réussie de l'industrie cinématographique du Sud | Gagnante |
| 2018 | Ananda Vikatan Awards – Actrice la plus réussie de l'industrie cinématographique du Sud                       | Gagnante |
| 2018 | Zee Tamil TV Awards – Prix de l'actrice de la décennie                                                        | Gagnante |